# 山本千歳
山本 千歳（やまもと ちとせ、1976年6月9日 - ）は、日本の元女子プロレスラー。愛知県名古屋市出身。身長152cm、体重47kg。血液型A型。

## 経歴
吉本女子プロレスJd'に入団し、2000年12月10日のディファ有明における、対阿部幸江戦でデビュー。2002年10月13日の北沢タウンホール大会で引退セレモニーが行われた。
2005年7月3日の賀川照子プロレス引退式で柏田千秋と共に1日限りで限定復帰し、久々にリングに上がった。
2013年3月4日に戸野広浩司記念劇場（現在、建物は取り壊されて現存していない）で行われたＪｄ&ＪＤトークショーに小杉夕子らと共に姿を見せた。現在は結婚し子供もおり、主婦業に専念している。
| スタブアイコン | サブスタブ | この項目は、まだ閲覧者の調べものの参照としては役立たない、スポーツ関係者に関連した書きかけの項目です。この項目を加筆・訂正などしてくださる協力者を求めています（P:スポーツ/PJ:スポーツ人物伝）。 |